# Крыша дома твоего (альбом)
«Кры́ша до́ма твоего́» — второй студийный альбом советского и российского композитора и певца Юрия Антонова, выпущенный студией «Мелодия» в 1983 году.

## Об альбоме
В альбом вошли песни, записанные Юрием Антоновым с различными музыкальными коллективами, в том числе с «Араксом», в период с 1979 по 1983 год и несколькими годами ранее уже вышедшие на дисках-миньонах. Все песни альбома были написаны Юрием Антоновым на стихи разных поэтов-песенников. Большинство текстов к песням альбома («Море», «Я вспоминаю», «Двадцать лет спустя», «Анастасия», «Дорога к морю») написано Леонидом Фадеевым. В альбом также вошло две песни на стихи Михаила Танича («Зеркало», «Не забывай») и по одной песне на стихи Олега Жукова («Жизнь»), Виктора Дюнина («Вот как бывает»), Михаила Виккерса («Золотая лестница») и Михаила Пляцковского («Крыша дома твоего»).
Это был первый полноформатный альбом Антонова, выпущенный в Советском Союзе. Свой дебютный одноимённый альбом он выпустил в 1979 году в Югославии на лейбле Jugoton. Альбом «Крыша дома твоего» имел большой успех у слушателей. В конце 1983 года он занял третье место в списке лучших альбомов года по итогам опроса читателей газеты «Московский комсомолец», а сам Антонов стал самым популярным исполнителем.
Главным хитом альбома стала его заглавная песня, изначально написанная Антоновым и Пляцковским для детского мюзикла «Приключения кузнечика Кузи», где песню должен был исполнять Георгий Вицин. Запись песни задерживалась в связи с занятостью Вицина на съёмках, в связи с чем выход песни на сольном альбоме Антонова в его исполнении состоялся раньше, чем в составе «Приключений кузнечика Кузи». В исполнении Юрия Антонова песня приобрела широкую популярность. В 1983 году она была удостоена диплома на фестивале «Песня года», а также признана третьей по популярности песней в хит-параде «Звуковой дорожки».

## Отзывы критиков
В ноябре 2010 года альбом был включён журналом «Афиша» в список «50 лучших русских альбомов всех времен. Выбор молодых музыкантов», где занял 34-е место. Рейтинг составлялся по опросу среди представителей нескольких десятков молодых музыкальных групп России.
Юрий Овчинников упомянул этот альбом в своём ретроспективном обзоре для «Афиши» в 2021 году, отметив, что это был творческий пик автора и что по сути это был сборник лучших его песен начала десятилетия, показывающий, каким может быть софт-рок по-русски. Он также написал, что Антонов показал, каким может быть поп-хитмейкер нового времени, сочетая томительные любовные баллады и сентиментальные песни про море и юности надежды и безобидное, но бодрое диско про память. Подводя итог, рецензент заявил, что впоследствии Антонов не смог превзойти самого себя.

## Список композиций
Вся музыка написана Юрием Антоновым.
| №                   | Название            | Текст песни         | Длительность |
| ------------------- | ------------------- | ------------------- | ------------ |
| 1.                  | «Жизнь»             | Олег Жуков          | 4:57         |
| 2.                  | «Вот так бывает»    | Виктор Дюнин        | 3:40         |
| 3.                  | «Море»              | Леонид Фадеев       | 2:40         |
| 4.                  | «Зеркало»           | Михаил Танич        | 3:33         |
| 5.                  | «Я вспоминаю»       | Леонид Фадеев       | 5:47         |
| Общая длительность: | Общая длительность: | Общая длительность: | 20:37        |

| №                   | Название              | Текст песни         | Длительность |
| ------------------- | --------------------- | ------------------- | ------------ |
| 1.                  | «Двадцать лет спустя» | Леонид Фадеев       | 3:45         |
| 2.                  | «Не забывай»          | Михаил Танич        | 3:50         |
| 3.                  | «Анастасия»           | Леонид Фадеев       | 3:01         |
| 4.                  | «Золотая лестница»    | Михаил Виккерс      | 2:45         |
| 5.                  | «Дорога к морю»       | Леонид Фадеев       | 3:22         |
| 6.                  | «Крыша дома твоего»   | Михаил Пляцковский  | 2:50         |
| Общая длительность: | Общая длительность:   | Общая длительность: | 19:33        |

## Участники записи
- Юрий Антонов — вокал
- Аракс (A4, A5, B2—B4), Аэробус (A1—A3, B1, B5, B6) — музыкальное сопровождение
- Сергей Теплов — звукорежиссёр
- Сергей Борисов, Юрий Балашов — художественное оформление
- Владимир Рыжиков — редактор

Данные взяты из примечаний к альбому.